# Lančchuti (municipalita)
Municipalita Lančchuti je jedna ze tří správních územních jednotek v kraji Gurie v Gruzii. Mezi lety 1930 až 2006 nesla označení Lančchutský okres (rajon). Administrativním centrem je obec Lančchuti.

## Charakteristika municipality
Charakteristika:
- Rozloha: 533,1 km2
- Počet obyvatel: 31 486 obyvatel (2014)
- Úřední jazyk: gruzínština
- Náboženské vyznání většiny obyvatel: pravoslaví

Národnostní složení (2014): Gruzíni (Gurulové) – 98,89%, ostatní (Arméni, Rusové, Ukrajinci a další) – 1,11%
Hranice:
- západní hranice tvoří Černé moře.
- na jihu sousedí s municipalitami kraje Gurie – Municipalita Ozurgeti a Municipalita Čochatauri
- na severu sousedí s municipalitami kraje Samegrelo – Horní Svanetie – Municipalita Chobi, Municipalita Senaki, Municipalita Abaša a s městem Poti.
- na východě sousedí s municipalitami kraje Imeretie – Municipalita Samtredia

## Seznam obcí
Centrem municipality je obec Lančchuti
Municipalitu Lančchuti tvoří celkem 16 administrativních jednotek (2014):
| Administrativní jednotka | Obec                | Počet obyvatel | Komunikace              |
| ------------------------ | ------------------- | -------------- | ----------------------- |
| Lančchutská              | Lančchuti           | 6 395          | S12 (E692), S47         |
| Acanská                  | Acana               | 586            | S47                     |
| Acanská                  | Telmany             | 204            | S47                     |
| Aketská                  | Gaguri              | 181            | vedlejší z Acany        |
| Aketská                  | Zemo Akety          | 267            | vedlejší z Acany        |
| Aketská                  | Kvemo Akety         | 587            | vedlejší z Acany        |
| Aketská                  | Čančaty             | 499            | vedlejší z Acany        |
| Mamatská                 | Končkaty            | 261            | S47                     |
| Mamatská                 | Mamaty              | 254            | S47                     |
| Mamatská                 | Kvemo Mamaty        | 163            | vedlejší z Mamaty       |
| Mamatská                 | Šatyri              | 152            | S47                     |
| Nygojitská               | Nygojity            | 615            | S12 (E692)              |
| Nygojitská               | Kvijany             | 715            | S12 (E692)              |
| Nygojitská               | Čolobargi           | 433            | S12 (E692)              |
| Nygojitská               | Čkonagora           | 420            | S12 (E692)              |
| Nygojitská               | Džapana             | 306            | S12 (E692)              |
| Nygojitská               | Džichetys monasteri | 21             | vedlejší z Čkonagory    |
| Šuchutská                | Zemo Šuchuty        | 359            | S12 (E692)              |
| Šuchutská                | Kvemo Šuchuty       | 1248           | S12 (E692)              |
| Mačchvaretská            | Mačchvarety         | 525            | vedlejší z Lančchuti    |
| Mačchvaretská            | Oragve              | 43             | vedlejší z Lančchuti    |
| Mačchvaretská            | Džunmere            | 146            | vedlejší z Lančchuti    |
| Gvimbalaurská            | Gvimbalauri         | 746            | S12 (E692)              |
| Gvimbalaurská            | Džuneceri           | 351            | vedlejší z Gvimbalauri  |
| Čibatská                 | Zemo Čibaty         | 300            | vedlejší z Kvemo Čibaty |
| Čibatská                 | Kvemo Čibaty        | 915            | S12 (E692)              |
| Čibatská                 | Čala                | 288            | S12 (E692)              |
| Lesská                   | Lesa                | 1152           | S12 (E692), S82         |
| Lesská                   | Činaty              | 285            | vedlejší z Lesa         |
| Džurukvetská             | Baglepi             | 367            | S82                     |
| Džurukvetská             | Eceri               | 372            | vedlejší z Lesa         |
| Džurukvetská             | Džurukvety          | 711            | S12 (E692)              |
| Ninošvilská              | Ninošvili           | 318            | S82                     |
| Ninošvilská              | Kela                | 249            | vedlejší z Ninošvili    |
| Nygvzijanská             | Arčeuli             | 352            | vedlejší z Nygvzijany   |
| Nygvzijanská             | Nygvzijany          | 1046           | S12 (E692)              |
| Nygvzijanská             | Čančety             | 154            | vedlejší z Nygvzijany   |
| Nygvzijanská             | Chadžalija          | 1018           | S12 (E692)              |
| Čočchatská               | Gulijany            | 397            | S82                     |
| Čočchatská               | Kokaty              | 120            | vedlejší z Gulijany     |
| Čočchatská               | Moedany             | 351            | vedlejší z Gulijany     |
| Čočchatská               | Šromisubany         | 350            | vedlejší ze Supsy       |
| Čočchatská               | Čočchaty            | 580            | vedlejší z Gulijany     |
| Čočchatská               | Chorety             | 251            | vedlejší z Gulijany     |
| Čočchatská               | Džichandžiri        | 365            | vedlejší z Chadžalije   |
| Grmagelská               | Omparety            | 491            | vedlejší ze Supsy       |
| Grmagelská               | Ormety              | 224            | vedlejší ze Supsy       |
| Grmagelská               | Grmagele            | 835            | vedlejší ze Supsy       |
| Grmagelská               | Ckalcminda          | 1268           | S2 (E70)                |
| Supská                   | Achalisopeli        | 811            | S12 (E692)              |
| Supská                   | Grigolety           | 286            | S2 (E70)                |
| Supská                   | Maltakva            |                | S2 (E70)                |
| Supská                   | Supsa               | 273            | S12 (E692)              |
| Supská                   | Tabanaty            | 974            | S12 (E692)              |
| Supská                   | Čkuny               | 97             | vedlejší ze Supsy       |
| Supská                   | Chidmagala          | 756            | S12 (E692)              |